# Robert Jungk
Robert Jungk, född Robert Baum den 11 maj 1913 i Berlin, död 14 juli 1994 i Salzburg, var en österrikisk författare och journalist.

## Biografi
Jungk föddes i en judisk familj som son till skådespelarna Max Jungk och Elli Branden (deras artistnamn, födda som David Baum och Sara Bravo) och växte upp i Berlin. Under gymnasietiden vid Mommsen-gymnasiet i Schöneberg engagerade han sig i den vänsterradikala judiska ungdomsrörelsen Kameraden, deutsch-jüdischer Wanderbund. Efter gymnasiestudierna arbetade han 1932 som regiassistent åt regissören Richard Oswald och hade en biroll i skräckfilmen Unheimliche Geschichten. Han påbörjade också studier i filosofi vid Berlins universitet. När Adolf Hitler tog makten i Tyskland 1933 greps han, men frigavs och flyttade till Paris. Han återvände senare till Nazityskland för att arbeta i en subversiv presstjänst. Dessa aktiviteter tvingade honom att emigrera till Prag 1936 och vidare till Zürich 1938 och han levde i schweizisk exil under andra världskriget. 1943 hotades han av utvisning till Nazityskland men tack vare förläggaren Emil Oprechts ingripande kom han istället att interneras på olika anstalter och i arbetsläger i Schweiz under resten av kriget.
Han fortsatte sin journalistiska verksamhet efter kriget och är bland annat känd för skapandet av framtidsseminarier som är en metod för social innovation och deltagarnas delaktighet i visionär framtidsplanering ”underifrån”. I Salzburg finns ett internationellt bibliotek, Robert Jungk Bibliothek für Zukunftsfragen, som samlat hans frågor för framtiden.
Hans författarskap var inriktat på reportageböcker, där han varnade för modern teknologi. Hans bok Brighter than a thousand Suns: A personal History of Atomic Scientists (1958), var den först publicerade boken om Manhattanprojektet och det tyska atombombsprojektet. I svensk översättning finns Strålar ur askan (1960).
År 1992 gjorde han ett misslyckat försök med att för österrikiska miljöpartiet kandidera i val till Österrikes president.

## Hedersbetygelser
- 1970: Honorary Professor vid Tekniska universitetet i Berlin
- 1986: Right Livelihood Award
- 1989: Hedersmedborgare i staden Salzburg
- 1992: Alternativa Büchner-priset
- 1993: Hedersdoktor vid universitetet i Osnabrück
- 1993: Österrikiska korset för vetenskap och konst
- 1993: Salzburgs pris för framtida forskning

Skolor uppkallade efter Robert Jungk finns i stadsdelen Wilmersdorf i Berlin och i Krefeld.